# Gudenåhuset
Gudenåhuset er navnet på et kulturhus i Bjerringbro der blev indviet 31. marts 2000. Huset der er på 1700 m2 fordelt på to etager, består både af bibliotek, café, scene og biograf.
Biblioteket og scenen var noget af det første som blev lanceret. Caféen kom først senere, og i slutningen af 0'erne kom biografen som blev sponsoreret af mange forskellige firmaer i omegnen.

## Eksterne kilder og henvisninger
- Om Gudenåhuset Arkiveret 18. februar 2022 hos  Wayback Machine

56°22′36″N 9°39′22″Ø / 56.37667°N 9.65611°Ø